# A Smile Like Yours
A Smile Kile Yours (bra Um Sorriso como o Seu) é um filme de comédia romântica de 1997, dirigido por Keith Samples e estrelado por Greg Kinnear e Lauren Holly. O filme é centrado em um casal em tentar conceber uma criança. O filme foi produzido por Rysher Entertainment e lançado pela Paramount Pictures. A música-tema foi feita por Natalie Cole. Desempenho de Holly no filme lhe rendeu uma nomeação ao Framboesa de Ouro de Pior Atriz (também para Turbulência) mas perdeu o prêmio para Demi Moore por G.I. Jane.
Kinnear e Holly já tinham atuado juntos como noivos em Sabrina.

## Sinopse
Danny Robertson (Greg Kinnear) e sua esposa, Jennifer (Lauren Holly), são bem casados, exceto por um grande problema - ele tem dúvidas sobre ter filhos e ela quer desesperadamente ter um bebê. Quando Jennifer deixa de usar o controle de natalidade e não diz a Danny, isso prejudica seu relacionamento, principalmente depois que ela descobre que tem problemas de fertilidade. Logo, tanto Danny quanto Jennifer são tentadas a se afastar de seu casamento enquanto suas preocupações de concepção do bebê aumentam.

## Elenco
- Greg Kinnear como Danny Robertson
- Lauren Holly como Jennifer Robertson
- Joan Cusack como Nancy Tellen
- Jay Thomas como Steve Harris
- Jill Hennessy como Lindsay Hamilton
- Christopher McDonald como Richard Halstrom
- Donald Moffat como Dr. Felber
- Shirley MacLaine como Martha

Escritor e diretor Keith Samples incorporou muitos de seus membros da família no elenco. A mulher neurótica na sala de espera da clínica de fertilidade é representada por sua então mulher, Meggan Kimberley. Sua filha, Sheridan Samples, interpreta Holly, a ambiciosa babá e garota da vizinhança. Além disso, seguindo a cena da clínica de fertilidade, onde os personagens principais são bombardeados com imagens de crianças, os irmãos de Samples e suas famílias podem ser vistos e creditados como "família de carrinho de bebê" e "família de leitura", respectivamente. Finalmente, os trigêmeos apresentados no final são os homônimos dos filhos de Samples: Sheridan Kaye, Ryan Keith e Gavin Thomas. O quarto filho de Samples, Colin James, nasceu após o lançamento do filme.

## Recepção
O filme foi muito criticado por muitos críticos de cinema. A análise do Rotten Tomatoes deu ao filme uma classificação de 6% com base em 35 resenhas, com uma pontuação média de 3.2/10. O consenso crítico do site dizia: "Plana e sem foco, A Smile Like Yours tem como objetivo a comédia romântica, mas se prepara para uma fórmula cansada de sitcom". John Hartl, do The Seattle Times, criticou Samples por sua direção e roteiro de suas cenas de elenco e de comédia como simples e sem graça, dizendo que ele "sistematicamente aproveita cada oportunidade cômica e elimina as risadas dela". Lisa Alspector do Chicago Reader sentiu que tanto os personagens de Kinnear quanto os de Holly foram escritos para ter charme e exibir "todo comportamento clichê" sobre seus problemas em um filme. Dave Kehr, escrevendo para o New York Daily News, disse que apesar dos melhores esforços de Kinnear e Hennessy com o material dado, o filme sofre "piadas sexuais sem graça", mudanças tonais melodramáticas e falta a doçura encontrada na comédia Descalços no Parque. Por outro lado, Kevin Thomas do Los Angeles Times elogiou o elenco de suas atuações e o diretor Samples e o co-roteirista Meyer por adicionar humor e "humor carinhoso" ao enredo de infertilidade do filme, apesar de ter uma conclusão insatisfatória, chamando-o de "entretenimento mainstream incomum e atencioso, meticuloso e elegante em todos os aspectos".